# 2025 en rugby à XV
 (août 2025).
Cette page présente les faits marquants de l'année 2025 en rugby à XV : les principales compétitions et événements liés au rugby à XV et rugby à sept ainsi que les décès de grandes personnalités de ces sports.

## Principales compétitions

### De club, franchise et province
- Champions Cup (du 6 décembre 2024 au 19 janvier 2025)
- Challenge Cup (du 6 décembre 2024 au 19 janvier 2025)
- Championnat d'Angleterre (du 20 septembre 2024 au 14 juin 2025)
- Championnat de France (du 7 septembre 2024 au 28 juin 2025)
- Championnat de France de 2e division (du 29 août 2024 au 6 juin 2025)
- United Rugby Championship (du 20 septembre 2024 au 14 juin 2025)
- Championnat du Japon (du 21 décembre 2024 au 1er juin 2025)
- Coupe d'Angleterre (en) (du 1er novembre 2024 à mars 2025)
- Super Rugby (du 14 février au 21 juin 2025)
- Currie Cup (en) (juillet - septembre 2025)[1]
- National Provincial Championship (? - ?)
- Súper Rugby Américas (du 14 février au 13 juin 2025)
- Major League Rugby (en) (du 15 février au 28 juin 2025)

### Internationales
- The Rugby Championship (du 16 août au 4 octobre 2025)
- Tournoi des Six Nations masculin (du 31 janvier au 15 mars 2025)
- Tournoi des Six Nations féminin (du 22 mars au 26 avril 2025)
- Tournoi des Six Nations des moins de 20 ans (du 30 janvier au 14 mars 2025)
- Championnat d'Europe (du 1er février au 16 mars 2025)
- Championnat d'Asie (juin 2025)
- Coupe des nations du Pacifique (été 2025)
- Championnat du monde junior (été 2025)

### Rugby à sept
- SVNS 2024-2025 (masculin) (du 30 novembre 2024 au 4 mai 2025)
- SVNS 2024-2025 (féminin) (du 30 novembre 2024 au 4 mai 2025)
- Saison 2025 du Supersevens (du 16 août 2025 - 7 février 2026)

## Événements

### Février
- 1er février : Finale du Supersevens 2024. Les Barbarians français et l'AC Bobigny remporte respectivement l’épreuve masculine et féminine du tournoi[2].

### Mars
- 14 mars : L'Équipe de France des moins de 20 ans remporte le Tournoi des Six Nations des moins de 20 ans.
- 15 mars : La France remporte le Tournoi des Six Nations.
- 16 mars : 
  - Le Bath Rugby remporte la coupe d'Angleterre face aux Exeter Chiefs sur le score de 48 à 14[3].
  - La Géorgie remporte le Championnat d'Europe de rugby à XV (première division)[4].

### Avril
- 12 avril : La Pologne remporte le Championnat d'Europe de rugby à XV (deuxième division)
- 26 avril : L'Angleterre remporte le Tournoi des Six Nations féminin devant la France.

### Mai
- 23 mai : Bath Rugby remporte la Challenge Cup 37 à 12 face au Lyon OU[5].
- 24 mai : 
  - L'Union Bordeaux Bègles remporte la Champions Cup 28 à 10 face aux Northampton Saints[6].
  - Le Danemark s'impose 41 à 6 contre la Moldavie en finale du championnat d’Europe (troisième division)[7].

### Juin
- 6 juin : 
  - L'Union sportive montalbanaise bat le Football Club de Grenoble rugby 24 à 19 en finale de Pro D2[8].
  - Les Brave Lupus remportent le championnat japonais 22 à 17 face aux Spears
- 13 juin : Les Dogos XV argentins s'inclinent 34 à 35 aux uruguayens du Peñarol Rugby en finale du Súper Rugby Américas[9].
- 14 juin :
  - Le Leinster remporte le United Rugby Championship 32 à 7 face aux Bulls[10].
  - Bath Rugby remporte le championnat d'Angleterre 23 à 21 face aux Leicester Tigers[11].
  - L'USA Perpignan remporte 13 à 11 le barrage d'accession en Top 14 face au FC Grenoble et se maintient donc dans l'Élite français[12].
- 20 juin : En préparation de leur Tournée en Australie, les Lions sont défaits pour la première fois par l'Argentine, privée de plusieurs joueurs cadres, à l'Aviva Stadium de Dublin (24-28).
- 21 juin : Le Super Rugby est remporté par les Crusaders, qui s'impose 16 à 12 face aux Chiefs[13].
- 28 juin : 
  - Le Stade toulousain remporte le Top 14 39 à 33 face à l'Union Bordeaux Bègles[14].
  - Les Free Jacks de la Nouvelle-Angleterre remportent la Major League Rugby 28 à 22 face aux SaberCats de Houston[15].

### Juillet
- 5 juillet : Hong Kong remporte le Championnat d'Asie de rugby à XV et décroche sa qualification pour la coupe du monde 2027, devenant la 27e nation à participer à la coupe du monde[16].
- 19 juillet : L'Équipe d'Afrique du Sud de rugby à XV des moins de 20 ans remporte le Championnat du monde junior de rugby à XV[17].